# Alexis Somarriba
Alexis Somarriba (sinh ngày 11 tháng 5 năm 1994) là một cầu thủ bóng đá người Nicaragua thi đấu cho Managua F.C..